# District de Hakui
Le district de Hakui (羽咋郡, Hakui-gun) est un district de la préfecture d'Ishikawa au Japon.
Au 1er février 2014, sa population était de 34 321 habitants pour une superficie de 358,23 km2.

## Communes du district
- Hōdatsushimizu
- Shika